# Turismo cooperativo
Il turismo cooperativo è quella forma di turismo esercitato presso strutture o luoghi gestiti da cooperative. Confermemente ai principi del movimento cooperativo definiti a livello internazionale dall'Alleanza Cooperativa Internazionale, il turismo cooperativo fa propri i valori della solidarietà, della responsabilità sociale, dell'attenzione verso gli altri. Per questo motivo è peculiare del turismo cooperativo il fatto che questo modello di gestione dell'attività turistica si abbini generalmente ad esperienze di turismo sostenibile o naturalistico, o legato alle tradizioni e alla comunità locale.
Poiché le cooperative hanno spesso una certa esperienza nella gestione di servizi a persone svantaggiate, le strutture turistiche gestite da cooperative riescono spesso a offrire servizi di alta qualità ai turisti con disabilità di vario tipo, che altrimenti sarebbero spesso esclusi dall'accesso alla possibilità di una vacanza.
In altri casi, il turismo cooperativo valorizza il rispetto degli ecosistemi prendendo in gestione riserve naturali, oppure favorisce il riutilizzo di immobili rurali e la creazione di un'attività imprenditoriale in aree poco dinamiche sotto questo punto di vista, ad esempio con gli alberghi diffusi.